# Gornji Kazanci
Gornji Kazanci es un pueblo ubicado en el municipio de Bosansko Grahovo, en el cantón 10, Bosnia y Herzegovina.

## Superficie
Posee una superficie de 29,12 kilómetros cuadrados.

## Demografía
Hasta 2013 la población era de 92 habitantes, con una densidad de población de 3,2 habitantes por kilómetro cuadrado.